# Javier Hernán García
Javier Hernán García, né le 29 janvier 1987 à Buenos Aires (Argentine), est un footballeur argentin.
Gardien de but formé à Boca Juniors où il a débuté en 2008, il est sélectionné pour la première fois en sélection nationale en 2011.

## Biographie
García grandit au centre de formation de Boca Juniors. Il est sélectionné pour la Coupe du monde de football des moins de 17 ans 2007 avec l’Argentine, mais reste remplaçant. Il fait ses débuts professionnels avec l'équipe première de Boca Juniors en championnat le 24 août 2008 (victoire 2–1 face à Lanús), profitant du départ de Roberto Abbondanzieri.
Malgré les recrutements de Josué Ayala et Cristian Lucchetti, il joue relativement régulièrement, ce qui lui permet de compter une quarantaine de matchs en équipe première en avril 2011.
En février 2011, il est sélectionné comme 3e gardien de la sélection nationale.